# Brøderbund
Brøderbund Software, Inc.是原美国电子游戏、教育软件和生产率工具The Print Shop制造商。以首创与发行游戏《Carmen Sandiego》最为知名。公司在俄勒冈尤金建立，之后迁址加利福尼亚圣拉斐尔，并最终迁到加利福尼亚诺瓦托。The Learning Company在1998年收购Brøderbund。
许多Brøderbund软件作品现在以“Broderbund”（“ø”换为“o”）名义发行，比如The Print Shop、PrintMaster和Mavis Beacon。重新运营的Broderbund所发行的游戏由Encore公司销售。